# Dora Vallier
Dora Vallier, eigentlich Dora Uvalieva oder Dora Ouvaliev, (geboren am 23. Juli 1921 in Sofia; gestorben am 12. September 1997 in Paris) war eine bulgarisch-französische Kunsthistorikerin.

## Leben
Dora Vallier kam 1921 in Sofia zur Welt. Ihr Geburtsname ist je nach Quelle Dora Uvalieva oder Dora Ouvaliev. In Frankreich veröffentlichte sie später unter dem Pseudonym Dora Vallier. Sie verließ 1950 Bulgarien und studierte Kunstgeschichte. 1953 schloss sie ihr Studium an der Universität Padua ab und promovierte über Byzantinische Kunst. Aus ihrer Ehe mit dem Journalist Luben Todorov ging der 1958 geborene Sohn Pierre Todorov hervor.
Vallier ließ sich Anfang der 1950er Jahre in Paris nieder. Hier lernte sie Christian Zervos kennen, für dessen Kunst- und Literaturzeitschrift Cahiers d’Art sie ab 1953 arbeitete. In der Folgezeit schrieb sie über Georges Braque, Pablo Picasso, Jacques Villon, Constantin Brâncuși, Joan Miró, Fernand Léger und weitere Künstler des 20. Jahrhunderts, von denen sie zahlreiche persönlich kennen lernte. Darüber hinaus veröffentlichte sie Artikel in der amerikanischen Zeitschrift Art news und weiteren Publikationen. Zu ihren in mehreren Sprachen erschienenen Büchern gehören Werkverzeichnisse zu Georges Braque und Henri Rousseau. Dora Vallier starb 1997 in Paris. 2013 widmete ihr das Musée Zervos in Vézelay eine Ausstellung.

## Veröffentlichungen (Auswahl)
- Jacques Villon, oeuvres de 1897 à 1956, Cahiers d’Art, Paris 1957.
- Vom Geheimnis in der Kunst, gesammelte Schriften und von Dora Vallier aufgezeichnete Erinnerungen und Gespräche. Die Arche, Zürich 1958.
- Geschichte der Malerei im 20. Jahrhundert, 1870-1940.  DuMont Schauberg, Köln 1963
- Das Gesamtwerk von Rousseau. Kunstkreis, Luzern 1969.
- Braque, das graphische Gesamtwerk, Klett-Cotta, Stuttgart 1982, ISBN 978-3-608-76161-0.